# 普遍文法
普遍文法（ふへんぶんぽう、Universal Grammar）は、言語学の生成文法における中心的な概念で、全ての人間が（特に障害がない限り）生まれながらに普遍的な言語機能 (faculty of Language) を備えており、全ての言語が普遍的な文法で説明できるとする理論。ノーム・チョムスキーが『Syntactic Structures』（1957年）で提唱した。
この場合の文法とは、広義のそれであり、統語論のみでなく音韻論、意味論など、言語を操る上でのあらゆる規範を指す。
なお、英語においては、この理論そのものは大文字の「Universal Grammar（UG）」で表し、その研究対象は小文字の「the universal grammar」で表す。

## 概要
生成文法において言語とは、人間の存在を離れて客体として存在しているのではなく、あくまで人間の心／脳の中に存在しているもの (I-language) で、ある言語の母語話者がその言語を話すために保持している知識の体系 (language competence) を指している。我々人間がこの知識を獲得するためには、外界からの適切な言語刺激（一時言語データ、PLD）が必要である。しかしながら同時に、インプットとしてのPLDと獲得されたI-languageには大きな質的隔たりがあることもまた事実である。PLDには、言い間違いによる非文法的な文や会話の中断による不完全な文などの非常に質の悪いデータが多く含まれている。それなのに、言語を獲得する子供は完全で豊かな文法を（他の能力の獲得に比べ）比較的短時間に獲得する。ここに注目すれば、人間の言語獲得にはプラトンの問題と呼ばれる認識論的問題が存在していることは明らかである。すなわち、獲得されたアウトプットの文法がインプットとしてのPLDよりも質的に豊かであるという問題である。この事実は、言語を獲得しようとしている子供の脳の中に、それを可能にさせているなんらかの生得的なシステム（言語機能）が心的器官として存在していることを強く示唆している。この生得的な器官としての言語機能の初期状態の理論のことを普遍文法 (UG) と呼んでいる。また、初期状態そのもののことは言語獲得装置 (LAD) とも呼ばれている。
原理とパラメータのアプローチにおいて普遍文法は有限個の普遍的な原理とそれに付随する可変的なパラメータによって構成されると考えられている。このパラメータとはUGの原理に付随する離散的なスイッチのようなもので初期状態では固定されておらず、言語獲得の過程で固定される。異なるPLDのデータは異なったパラメータの値を設定する。個別文法における言語ごとの変異はパラメータの値の差異に還元することができる。この仮説（原理とパラメータのアプローチ）が正しければ人間の言語獲得の過程は有限個のパラメータの設定（と語彙の獲得）の過程であるといえるだろう。この点において個別言語の文法は無限のバリエーションを持つのではなくUGによって制限された範囲内においてのみ変異をあらわしていると言える。
それ以前は無限の文法から可能な文法を選び出す評価尺度が普遍文法を構成すると考えられていたが、多様な個別言語の記述が進むにつれ、記述的妥当性は満たされるものの、説明的妥当性はそれだけ遠くなるという、記述的妥当性と説明的妥当性の間に緊張関係がもたらされた。この緊張関係を解消するものとして、言語の可変部分は無限に多いわけではない、と考えられるようになり、普遍文法の内実に大きな転換がもたらされた。